# اکبر دیلماج
اکبر دیلماج فیلمی به کارگردانی خسرو پرویزی و نویسندگی احمد نجیب‌زاده محصول سال ۱۳۵۲ است.         مدیر تولید این فیلم نیز که در اصفهان فیلم برداری شد  یک اصفهانی بنام مصطفی مظاهری  بود.

## خلاصه داستان
اکبر (رضا ارحام صدر) همسر(ایرن)شلخته ای دارد، و آن دو در خانهٔ خواهر اکبر (نادیا) زندگی می‌کنند. اکبر که تلفنچی یک مؤسسه تجاری است به دلیل استراق سمع تلفن‌های رئیس شرکت اخراج می‌شود. اکبر سر راه دختری فرنگی به نام کاترین (شورانگیز طباطبائی)، که برای نوشتن کتابی دربارهٔ آداب و رسوم ایرانی‌ها به اصفهان آمده است، قرار می‌گیرد و به عنوان دیلماج و راهنما برای او کار می‌کند. همسر اکبر که از غیبت‌های شوهرش نگران است به تعقیب او می‌پردازد و با استفاده از فرصتی کیف دستی کاترین را که محتوی پول و پاسپورت او است می‌رباید. اکبر با پرداخت هزینهٔ هتل کاترین او را به خانه اش می‌برد و مدتی بعد با او ازدواج می‌کند. همسر اکبر که موقعیت خود را در خطر می‌بیند به وضع ظاهر خود می‌رسد و مجدداً دل اکبر را به دست می‌آورد. زن با بازگرداندن کیف دستی کاترین امکانی فراهم می‌کند که او به کشورش بازگردد.

## بازیگران
- رضا ارحام صدر - اکبر
- ایرن زازیانس - همسر اکبر
- دیانا - خواهر اکبر
- شورانگیز طباطبایی - کاترین
- هوشنگ عدیلی
- اسکندر رفیعی
- خلیل غفاری
- اسماعیل خندان